# Pholetesor ambiguus
Pholetesor ambiguus är en stekelart som först beskrevs av Papp 1977.  Pholetesor ambiguus ingår i släktet Pholetesor och familjen bracksteklar. Inga underarter finns listade i Catalogue of Life.